# Nati nel 1998/Giugno
| Questa pagina contiene informazioni ricavate automaticamente dalle voci biografiche con l'ausilio del template Bio e di un bot. L'aggiornamento è periodico e automatico e ricostruisce completamente la pagina. Se manca una persona in questa lista, sei pregato di non aggiungerla, ma accertati piuttosto che la sua voce biografica contenga il template Bio e che i dati anagrafici siano correttamente compilati. Se il template Bio manca, inseriscilo tu stesso o, in alternativa, metti l'avviso {{tmp\|Bio}} che ne segnala la mancanza. Se i dati riportati sono sbagliati, correggi direttamente la voce biografica; le modifiche saranno visibili in questa lista entro pochi giorni. Per chiarimenti vedi il progetto biografie. La lista contiene solo le 387 persone che sono citate nell'enciclopedia e per le quali è stato implementato correttamente il template Bio. Pagina aggiornata al 18 ago 2025. |

- 1º giugno - Monetočka, cantautrice russa
- 1º giugno - Branimir Kalaica, calciatore croato
- 1º giugno - Andreas Kron, ciclista su strada danese
- 1º giugno - Takuto Oshima, calciatore giapponese
- 1º giugno - Gulveer Singh, mezzofondista indiano
- 1º giugno - Aleksandra Soldatova, ginnasta russa
- 2 giugno - Nahuel Arena, calciatore argentino
- 2 giugno - Nicole Gamba, pallavolista italiana
- 2 giugno - Robert Grecu, calciatore rumeno
- 2 giugno - Siebe Horemans, calciatore belga
- 2 giugno - Nozomi Maruyama, saltatrice con gli sci giapponese
- 2 giugno - Tereza Mihalíková, tennista slovacca
- 2 giugno - Alton Robinson, giocatore di football americano statunitense
- 2 giugno - Juan Pablo Romero, calciatore argentino
- 2 giugno - Annachiara Sarto, giurista italiana
- 2 giugno - Aleksa Stepanović, cestista serbo
- 2 giugno - Mátyás Tajti, calciatore ungherese
- 2 giugno - Takuya Uchida, calciatore giapponese
- 2 giugno - Kristián Vallo, calciatore slovacco
- 3 giugno - Gabriel Batista, calciatore brasiliano
- 3 giugno - Joseph Ceesay, calciatore gambiano
- 3 giugno - Imen Es, cantante francese
- 3 giugno - Alessandro Kräuchi, calciatore svizzero
- 3 giugno - Michele Lamaro, rugbista a 15 italiano
- 3 giugno - Grant Margeman, calciatore sudafricano
- 3 giugno - Cédric Ochsner, ex sciatore alpino svizzero
- 3 giugno - Sylvain Pfund, giocatore di football americano svizzero
- 3 giugno - Roberto Rosa, calciatore brasiliano
- 3 giugno - Haxzel Quirós, calciatore costaricano
- 3 giugno - Myles Smith, cantautore britannico
- 3 giugno - Denis Yongule, calciatore sudsudanese
- 3 giugno - Nickolas Zukowsky, ciclista su strada canadese
- 3 giugno - Aleksej Černov, calciatore russo
- 4 giugno - Mohamed Bayo, calciatore guineano
- 4 giugno - Central Cee, rapper britannico
- 4 giugno - Moutir Chajia, calciatore belga
- 4 giugno - Vladyslav Chomutov, calciatore ucraino
- 4 giugno - Eleanor Dickinson, ex pistard e ciclista su strada britannica
- 4 giugno - Virgil Ghiță, calciatore rumeno
- 4 giugno - Robert Gumny, calciatore polacco
- 4 giugno - Viktor Gyökeres, calciatore svedese
- 4 giugno - Fares Ibrahim, sollevatore qatariota
- 4 giugno - Daleho Irandust, calciatore svedese
- 4 giugno - Jelyzaveta Jachno, nuotatrice artistica ucraina
- 4 giugno - Robert Kiprop, mezzofondista keniota
- 4 giugno - Isacco Lovisotto, cestista italiano
- 4 giugno - Micol Majori, mezzofondista italiana
- 4 giugno - Vadim Pronskij, ciclista su strada kazako
- 4 giugno - Lirim Qamili, calciatore albanese
- 4 giugno - Alexander Salby, ciclista su strada danese
- 4 giugno - Aurélien Scheidler, calciatore francese
- 4 giugno - Lucky Blue Smith, modello statunitense
- 4 giugno - Vaa Taualai, calciatore samoano
- 4 giugno - Stantley Thomas-Oliver, giocatore di football americano statunitense
- 4 giugno - Santiago Viera, calciatore uruguaiano
- 4 giugno - Richard Yator, mezzofondista keniota
- 4 giugno - Hirotaka Yoshii, cestista giapponese
- 5 giugno - Yoël Armougom, calciatore francese
- 5 giugno - Messie Biatoumoussoka, calciatore congolese (Repubblica del Congo)
- 5 giugno - Armoni Brooks, cestista statunitense
- 5 giugno - Maksim Burov, sciatore freestyle russo
- 5 giugno - Jaqueline Cristian, tennista romena
- 5 giugno - Thibault De Smet, calciatore belga
- 5 giugno - Elisa Di Lazzaro, ostacolista italiana
- 5 giugno - Pedro Díaz, calciatore spagnolo
- 5 giugno - Álvaro Nahuel Fernández, calciatore uruguaiano
- 5 giugno - Julija Lipnickaja, ex pattinatrice artistica su ghiaccio russa
- 5 giugno - Odysseas Lymperakīs, calciatore greco
- 5 giugno - Ángelo Martino, calciatore argentino
- 5 giugno - Enea Mihaj, calciatore greco
- 5 giugno - Kelechi Nwakali, calciatore nigeriano
- 5 giugno - Sandi Ogrinec, calciatore sloveno
- 5 giugno - Dave, rapper, produttore discografico e attore britannico
- 5 giugno - Domitilla Picozzi, ex pallanuotista italiana
- 5 giugno - Caroline Quéroli, schermitrice francese
- 5 giugno - Mehtab Singh, calciatore indiano
- 5 giugno - Odysseus Velanas, calciatore olandese
- 6 giugno - Dimitry Bertaud, calciatore francese
- 6 giugno - Alexis Claude-Maurice, calciatore francese
- 6 giugno - Tabrezi Davlatmir, calciatore tagiko
- 6 giugno - Tyra Gittens, lunghista, altista e multiplista trinidadiana
- 6 giugno - Bakery Jatta, calciatore gambiano
- 6 giugno - Malcolm Koonce, giocatore di football americano statunitense
- 6 giugno - Abdul Mumin, calciatore ghanese
- 6 giugno - Kenny Pickett, giocatore di football americano statunitense
- 6 giugno - Mazire Soula, calciatore francese
- 6 giugno - Dario Vizinger, calciatore croato
- 6 giugno - Mohamed Zahab Khalil, lottatore egiziano
- 6 giugno - Luca Zini, rugbista a 15 italiano
- 7 giugno - Keanu Baccus, calciatore sudafricano
- 7 giugno - Vittoria Ceretti, supermodella italiana
- 7 giugno - Cameron Devlin, calciatore australiano
- 7 giugno - Dylan George, calciatore olandese
- 7 giugno - Aljaksej Katkavec, giavellottista bielorusso
- 7 giugno - Sam Maes, sciatore alpino belga
- 7 giugno - Axel Mariault, ciclista su strada francese
- 7 giugno - Ronika Stone, pallavolista statunitense
- 7 giugno - Renzo Tesuri, calciatore argentino
- 7 giugno - Erik Vardanyan, ex calciatore armeno
- 7 giugno - Moustafa Zeidan, calciatore svedese
- 7 giugno - Wenderson, calciatore brasiliano
- 8 giugno - Maha Gouda, tuffatrice egiziana
- 8 giugno - Theo Germaine, attore statunitense
- 8 giugno - Svetlana Gomboeva, arciera russa
- 8 giugno - Forrest Goodluck, attore statunitense
- 8 giugno - Felipe Hernández, calciatore colombiano
- 8 giugno - Vsevolod Kaškin, slittinista russo
- 8 giugno - Antonio Maccioni, pallanuotista italiano
- 8 giugno - Andrés Sebastián Romero Fernández, calciatore uruguaiano
- 8 giugno - D'Ante Smith, giocatore di football americano statunitense
- 8 giugno - Patrick Tapé, cestista statunitense
- 8 giugno - Marco Varnier, calciatore italiano
- 8 giugno - Ingrid Wilm, nuotatrice canadese
- 9 giugno - Erwan Bastard, pilota automobilistico francese
- 9 giugno - Miles Corpening, giocatore di football americano statunitense
- 9 giugno - Joey DeZart, calciatore statunitense
- 9 giugno - Héctor Garzó, pilota motociclistico spagnolo
- 9 giugno - Cameron Ginnetti, hockeista su ghiaccio canadese
- 9 giugno - Ben Loomis, combinatista nordico statunitense
- 9 giugno - Matías Melluso, calciatore argentino
- 9 giugno - Jimmy Morrissey, giocatore di football americano statunitense
- 9 giugno - Spyros Natsos, calciatore greco
- 9 giugno - Sof'ja Palkina, martellista russa
- 9 giugno - Justin Rogers, ex giocatore di football americano statunitense
- 9 giugno - Quez Watkins, giocatore di football americano statunitense
- 9 giugno - Evander da Silva Ferreira, calciatore brasiliano
- 9 giugno - Roshon van Eijma, calciatore olandese
- 10 giugno - Daniels Balodis, calciatore lettone
- 10 giugno - Giuliano Cerato, calciatore argentino
- 10 giugno - Denis Ciobotariu, calciatore rumeno
- 10 giugno - Dennis Geiger, calciatore tedesco
- 10 giugno - Sam Grewe, atleta paralimpico statunitense
- 10 giugno - Will Magnay, cestista australiano
- 10 giugno - Marko Raguž, calciatore austriaco
- 10 giugno - Balša Sekulić, calciatore montenegrino
- 10 giugno - Sidy Sow, giocatore di football americano canadese
- 10 giugno - Nikita Šlejcher, tuffatore russo
- 11 giugno - Patrycja Adamkiewicz, taekwondoka polacca
- 11 giugno - Rhys Matthew Bond, attore britannico
- 11 giugno - Rebecca Borga, velocista italiana
- 11 giugno - Reggie Cannon, calciatore statunitense
- 11 giugno - Jordan Cintrón, cestista statunitense
- 11 giugno - Kathleen Doyle, cestista statunitense
- 11 giugno - Justin Hoogma, calciatore olandese
- 11 giugno - Yūto Iwasaki, calciatore giapponese
- 11 giugno - Brandon McCoy, cestista statunitense
- 11 giugno - Wilma Murto, astista finlandese
- 11 giugno - Ikenna Ndugba, cestista statunitense
- 11 giugno - O Yu-jin, giocatrice di go sudcoreana
- 11 giugno - Franco Petroli, calciatore argentino
- 11 giugno - Benedetta Porcaroli, attrice italiana
- 11 giugno - Jhonny Quiñónez, calciatore ecuadoriano
- 11 giugno - Hannah Sjerven, cestista statunitense
- 11 giugno - Charlie Tahan, attore statunitense
- 11 giugno - Daniel Vašulín, calciatore ceco
- 11 giugno - Kayhan Özer, velocista turco
- 12 giugno - Marco Ballini, calciatore italiano
- 12 giugno - Trent Forrest, cestista statunitense
- 12 giugno - Kjetil Haug, calciatore norvegese
- 12 giugno - Renny Jaramillo, calciatore ecuadoriano
- 12 giugno - Jean-Victor Makengo, calciatore francese
- 12 giugno - Max Mandusic, astista italiano
- 12 giugno - Stefanie Sanders, calciatrice tedesca
- 12 giugno - Nik Schröter, pistard tedesco
- 12 giugno - Markus Schubert, calciatore tedesco
- 12 giugno - Tea Ugrin, ginnasta slovena
- 12 giugno - Attila Valter, ciclista su strada ungherese
- 13 giugno - Milad Alirzaev, lottatore russo
- 13 giugno - Émilien Claude, biatleta francese
- 13 giugno - Gastón Comas, calciatore argentino
- 13 giugno - Karol Fila, calciatore polacco
- 13 giugno - Mário Ihring, cestista slovacco
- 13 giugno - Dominik Janošek, calciatore ceco
- 13 giugno - Maureen Lebel, ex sciatrice alpina statunitense
- 13 giugno - Giovanna Milana, pallavolista statunitense
- 13 giugno - Adam Norrodin, pilota motociclistico malese
- 13 giugno - Bilal Njie, calciatore norvegese
- 13 giugno - Ronaël Pierre-Gabriel, calciatore francese
- 13 giugno - Jordan Schakel, cestista statunitense
- 14 giugno - Alina Boz, attrice turca
- 14 giugno - Jovane Cabral, calciatore capoverdiano
- 14 giugno - Rico Dowdle, giocatore di football americano statunitense
- 14 giugno - Amani Hooker, giocatore di football americano statunitense
- 14 giugno - Svante Ingelsson, calciatore svedese
- 14 giugno - Fabian Kunze, calciatore tedesco
- 14 giugno - Yerko Leiva, calciatore cileno
- 14 giugno - Abdul Rahman Oues, calciatore siriano
- 14 giugno - Brianne Tju, attrice statunitense
- 14 giugno - Bálint Tömösvári, calciatore ungherese
- 15 giugno - Trinity Baptiste, cestista statunitense
- 15 giugno - Rachel Covey, attrice statunitense
- 15 giugno - Moussa Djenepo, calciatore maliano
- 15 giugno - Seif Eissa, taekwondoka egiziano
- 15 giugno - Lassana Faye, calciatore olandese
- 15 giugno - Jaydon Grant, giocatore di football americano statunitense
- 15 giugno - Emil Hansson, calciatore norvegese
- 15 giugno - Chiara Leone, tiratrice a segno svizzera
- 15 giugno - Hachim Mastour, calciatore marocchino
- 15 giugno - Geovane, calciatore brasiliano
- 15 giugno - Wiktoria Pikulik, pistard e ciclista su strada polacca
- 15 giugno - Aleksandr Samarin, pattinatore artistico su ghiaccio russo
- 15 giugno - Timothy Schmid, giocatore di football americano svizzero
- 15 giugno - Filippo Tortu, velocista italiano
- 16 giugno - Dan Akin, cestista britannico
- 16 giugno - Kim Busch, nuotatrice olandese
- 16 giugno - Anders Carlson, giocatore di football americano statunitense
- 16 giugno - Jefferson Alexander Cepeda, ciclista su strada ecuadoriano
- 16 giugno - Tom Curry, rugbista a 15 inglese
- 16 giugno - Ritsu Dōan, calciatore giapponese
- 16 giugno - Alek Jacob, giocatore di baseball statunitense
- 16 giugno - Valentine Macheret, sciatrice alpina svizzera
- 16 giugno - Isak Magnusson, calciatore svedese
- 16 giugno - Madeline Musselman, pallanuotista statunitense
- 16 giugno - Ingrid Neel, tennista statunitense
- 16 giugno - Jesús Ocejo, calciatore messicano
- 16 giugno - Íñigo Sainz-Maza, calciatore spagnolo
- 16 giugno - Karman Thandi, tennista indiana
- 16 giugno - Christ Tiéhi, calciatore francese
- 16 giugno - Bilal Çiloğlu, judoka turco
- 17 giugno - Nojoud Ali, scrittrice e attivista yemenita
- 17 giugno - Andrea Cagnano, calciatore italiano
- 17 giugno - Aless, cantante e rapper slovacca
- 17 giugno - Cristian Costin, calciatore rumeno
- 17 giugno - Hayden Coulson, calciatore inglese
- 17 giugno - Eill, cantautrice giapponese
- 17 giugno - Rodrigo Freitas, calciatore brasiliano
- 17 giugno - Michal Hlavatý, calciatore ceco
- 17 giugno - Benjamin Källman, calciatore finlandese
- 17 giugno - Kamal Martin, giocatore di football americano statunitense
- 17 giugno - Arnaud Nordin, calciatore francese
- 17 giugno - Itamar Shviro, calciatore israeliano
- 17 giugno - Jahmiah Simmons, ex cestista americo-verginiano
- 18 giugno - Amine Benchaib, calciatore marocchino
- 18 giugno - Chetag Chosonov, calciatore russo
- 18 giugno - Limberg Gutiérrez Mojica, calciatore boliviano
- 18 giugno - Patricia Janečková, soprano slovacco († 2023)
- 18 giugno - Tosin Kehinde, calciatore nigeriano
- 18 giugno - Julien Masson, calciatore francese
- 18 giugno - Ryōtarō Meshino, calciatore giapponese
- 18 giugno - Kostja Mushidi, cestista tedesco
- 18 giugno - Sarah Nauta, attrice, doppiatrice e cantante olandese
- 18 giugno - Marko Pantić, calciatore serbo
- 18 giugno - Sava Petrov, calciatore serbo
- 19 giugno - Viktoriya Zeynep Güneş, nuotatrice ucraina
- 19 giugno - Suzu Hirose, attrice e modella giapponese
- 19 giugno - Jaimeson Lee, allenatrice di pallavolo e pallavolista statunitense
- 19 giugno - Daire Lynch, canottiere irlandese
- 19 giugno - Alexander Mattison, giocatore di football americano statunitense
- 19 giugno - Josua Mejías, calciatore venezuelano
- 19 giugno - Henry Okebugwu, calciatore nigeriano
- 19 giugno - Lamar Peters, cestista statunitense
- 19 giugno - José Luis Rodríguez, calciatore panamense
- 19 giugno - Atticus Shaffer, attore statunitense
- 19 giugno - JaCoby Stevens, giocatore di football americano statunitense
- 19 giugno - Max Svensson, calciatore svedese
- 19 giugno - Ömer Yurtseven, cestista turco
- 20 giugno - Oshae Brissett, cestista canadese
- 20 giugno - Mahdi Camara, calciatore francese
- 20 giugno - Shaaban Idd Chilunda, calciatore tanzaniano
- 20 giugno - Rufino Gama, calciatore est-timorese
- 20 giugno - Jeredy Hilterman, calciatore surinamese
- 20 giugno - Shemar Jean-Charles, giocatore di football americano statunitense
- 20 giugno - Kevin Kranz, velocista tedesco
- 20 giugno - Leonardo Lema, cestista argentino
- 20 giugno - Kajsa Vickhoff Lie, sciatrice alpina norvegese
- 20 giugno - Mirza Mustafić, calciatore lussemburghese
- 20 giugno - Andrei Rațiu, calciatore rumeno
- 20 giugno - Manuele Tarozzi, ciclista su strada italiano
- 20 giugno - Máté Tóth, calciatore ungherese
- 20 giugno - Juan Manuel Valencia, calciatore colombiano
- 20 giugno - Vincenzo Ventrone, cestista italiano
- 21 giugno - Isabel Atkin, sciatrice freestyle britannica
- 21 giugno - Aaron Cheminingwa, mezzofondista keniano
- 21 giugno - Alberto Greco, hockeista su pista italiano
- 21 giugno - Julio Foolio, rapper statunitense († 2024)
- 21 giugno - Nurkozha Kaipanov, lottatore kazako
- 21 giugno - Evgenij Latyšonok, calciatore russo
- 21 giugno - Kristoffer Syvertsen, ex giocatore di calcio a 5 e calciatore norvegese
- 21 giugno - Yūgo Tatsuta, calciatore giapponese
- 21 giugno - Gerben Thijssen, ciclista su strada e pistard belga
- 22 giugno - Larnel Coleman, giocatore di football americano statunitense
- 22 giugno - Javairô Dilrosun, calciatore olandese
- 22 giugno - Tarron Jackson, giocatore di football americano statunitense
- 22 giugno - Eligijus Jankauskas, calciatore lituano
- 22 giugno - Jayro Jean, calciatore haitiano
- 22 giugno - Edoardo Manzi, pallanuotista italiano
- 22 giugno - Yoann Miangue, taekwondoka francese
- 22 giugno - Nikola Prkosovački, giocatore di football americano serbo
- 22 giugno - Isaac White, cestista australiano
- 22 giugno - Maureen Wroblewitz, modella filippina
- 22 giugno - Jean Lucas Oliveira, calciatore brasiliano
- 23 giugno - Jack Archer, attore britannico
- 23 giugno - Al'bert Batyrgaziev, pugile russo
- 23 giugno - Josip Brekalo, calciatore croato
- 23 giugno - Chrystyna-Zorjana Demko, lottatrice ucraina
- 23 giugno - Antonio Gibson, giocatore di football americano statunitense
- 23 giugno - Darnay Holmes, giocatore di football americano statunitense
- 23 giugno - Terrence Mashego, calciatore sudafricano
- 23 giugno - Isabela Onyshko, ginnasta canadese
- 23 giugno - Jack Taylor, calciatore irlandese
- 24 giugno - Tremayne Anchrum, giocatore di football americano statunitense
- 24 giugno - Fabricio Domínguez, calciatore uruguaiano
- 24 giugno - Federico Gatti, calciatore italiano
- 24 giugno - Juan El Caballo Loco, attore pornografico statunitense
- 24 giugno - Daniil Kulikov, calciatore russo
- 24 giugno - Youssef Maziz, calciatore francese
- 24 giugno - Emil Riis Jakobsen, calciatore danese
- 24 giugno - Kye Rowles, calciatore australiano
- 24 giugno - Dmytro Semeniv, calciatore ucraino
- 24 giugno - Coy Stewart, attore statunitense
- 24 giugno - Niccolò Zanellato, calciatore italiano
- 24 giugno - Cédric Zesiger, calciatore svizzero
- 25 giugno - Desmond Bane, cestista statunitense
- 25 giugno - Kyle Chalmers, nuotatore australiano
- 25 giugno - Martin Bang Christensen, tuffatore danese
- 25 giugno - Henry Kessler, calciatore statunitense
- 25 giugno - Isabella Mottinelli, attrice e ballerina italiana
- 25 giugno - Leonardo Pulcini, pilota automobilistico italiano
- 25 giugno - Adama Sidibeh, calciatore gambiano
- 25 giugno - Tyrel Dodson, giocatore di football americano statunitense
- 25 giugno - Kristijan Vulaj, calciatore montenegrino
- 25 giugno - Atakan Çankaya, calciatore turco
- 26 giugno - Tosin Aiyegun, calciatore nigeriano
- 26 giugno - Eleonora De Marchi, schermitrice italiana
- 26 giugno - Adrián Goide, pallavolista cubano
- 26 giugno - Anita Gulli, sciatrice alpina italiana
- 26 giugno - Ugo Humbert, tennista francese
- 26 giugno - Abolfazl Jalali, calciatore iraniano
- 26 giugno - Žiga Jerman, ex ciclista su strada sloveno
- 26 giugno - Jhon Lucumí, calciatore colombiano
- 26 giugno - Erik Martorell, pistard e ciclista su strada spagnolo
- 26 giugno - Paulinho Bóia, calciatore brasiliano
- 26 giugno - Pável Pérez, calciatore messicano
- 26 giugno - Ulises Sánchez, calciatore argentino
- 26 giugno - Rodney Thomas II, giocatore di football americano statunitense
- 26 giugno - Aleksandr Ščerbakov, calciatore russo
- 27 giugno - Jean-Ricner Bellegarde, calciatore francese
- 27 giugno - Yahav Gurfinkel, calciatore israeliano
- 27 giugno - Sha'markus Kennedy, cestista statunitense
- 27 giugno - Marius Lindvik, saltatore con gli sci norvegese
- 27 giugno - Alberto Martínez, nuotatore spagnolo
- 27 giugno - Max Moffatt, sciatore freestyle canadese
- 27 giugno - Bor Pavlovčič, saltatore con gli sci sloveno
- 27 giugno - Franklin Sasere, calciatore nigeriano
- 27 giugno - Scott Ulaneo, cestista italiano
- 27 giugno - Joaquín Varela, calciatore uruguaiano
- 28 giugno - Ayoub Abou, calciatore marocchino
- 28 giugno - Robert Baker, cestista statunitense
- 28 giugno - Alan Cantero, calciatore argentino
- 28 giugno - Nicolás Domínguez, calciatore argentino
- 28 giugno - Joel Eriksson, pilota automobilistico svedese
- 28 giugno - Nadine Fest, sciatrice alpina austriaca
- 28 giugno - Pedro Gonçalves, calciatore portoghese
- 28 giugno - Júlíus Magnússon, calciatore islandese
- 28 giugno - Mamadou Mbaye, calciatore senegalese
- 28 giugno - Lawrence Ofori, calciatore ghanese
- 28 giugno - Kevin Rivera, ciclista su strada costaricano
- 28 giugno - Óscar Rodríguez Arnaiz, calciatore spagnolo
- 28 giugno - Kaina Yoshio, calciatore giapponese
- 28 giugno - Zhang Haishan, calciatore macaense
- 29 giugno - Williams Barlasina, calciatore argentino
- 29 giugno - Bruno Bogojević, calciatore croato
- 29 giugno - Artur Crăciun, calciatore moldavo
- 29 giugno - Eberechi Eze, calciatore inglese
- 29 giugno - Mariena Hayden, pallavolista statunitense
- 29 giugno - Mattias Käit, calciatore estone
- 29 giugno - Pia Kästner, pallavolista tedesca
- 29 giugno - Tazé Moore, cestista statunitense
- 29 giugno - Gjon's Tears, cantante e compositore svizzero
- 29 giugno - Geōrgios Ntaviōtīs, calciatore greco
- 29 giugno - Emma Oosterwegel, multiplista e giavellottista olandese
- 29 giugno - Shamorie Ponds, cestista statunitense
- 29 giugno - Michael Porter, cestista statunitense
- 29 giugno - Shiho Tanaka, judoka giapponese
- 30 giugno - Houssem Aouar, calciatore algerino
- 30 giugno - Amy Atwell, cestista australiana
- 30 giugno - Lucas Calderón, ex calciatore argentino
- 30 giugno - Thomas Davies, calciatore inglese
- 30 giugno - Danilho Doekhi, calciatore olandese
- 30 giugno - İrfan Can Eğribayat, calciatore turco
- 30 giugno - Matheus Fernandes, calciatore brasiliano
- 30 giugno - Kim Jin-ya, calciatore sudcoreano
- 30 giugno - Sebastian Klaas, calciatore tedesco
- 30 giugno - Zacarías López, calciatore cileno
- 30 giugno - Josua Mettler, sciatore alpino svizzero
- 30 giugno - Igor Cássio, calciatore brasiliano
- 30 giugno - Federico Viñas, calciatore uruguaiano